# Новолозоватовка (Межевский район)
Новолозоватовка (укр. Новолозуватівка) — село,
Межевский поселковый совет,
Межевский район,
Днепропетровская область,
Украина.
Код КОАТУУ — 1222655106. Население по переписи 2001 года составляло 234 человека.

## Географическое положение
Село Новолозоватовка находится на расстоянии в 1 км от пгт Межевая и села Запорожское.
Рядом проходит автомобильная дорога Т-0428.

## История
- 1881 — дата основания.